# 工人战斗 (英国)
工人战斗（英語：Workers' Fight）是英国的一个托洛茨基主义组织。该组织的意识形态是共产主义、马克思主义、列宁主义、托洛茨基主义、女性主义。该组织的政治立场是极左翼。该组织的总部位于伦敦。该组织出版报纸《工人战斗》、双月刊《阶级斗争》以及小册子《国际主义共产主义论坛》。该组织是国际共产主义联盟的附属组织。